# Mawrodafni
Mawrodafni (Mavrodafni lub Mavrodaphne, gr. Μαυροδάφνη) – nazwa lokalnego szczepu czarnych winogron z rejonu Achai na Peloponezie i na Wyspach Jońskich, jak i produkowanego z nich czerwonego, słodkiego, wzmacnianego wina kojarzonego z Patras.

## Cechy
Mawrodafni jest ciemne, prawie nieprzejrzyste, ciemnopurpurowe wpadające w odcień purpurowo-brązowy. Kojarzone w nim aromaty i smaki to karmel, czekolada, kawa, rodzynki i śliwka.

## Produkcja

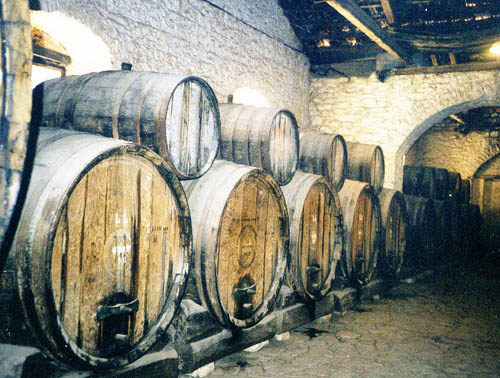
Piwnica Cesarska w wytwórni Achaia Clauss z beczkami mawrodafni

Początkowo przetwarzane jest w dużej kadzi wystawionej na słońce. Po pewnym czasie, gdy wino osiągnie pewien poziom dojrzałości, fermentacja jest powstrzymywana przez dodanie destylatu przygotowanego z poprzednich roczników. Następnie mieszanka destylatu mawrodafni i wina, nadal zawierająca pozostałości cukru, zostaje przeniesiona do piwnic dla dokończenia procesu dojrzewania. Jest to tzw. "edukacja" wina w kontakcie ze starszymi rocznikami w procesie zwanym solera. Tak wytworzony trunek jest butelkowany i sprzedawany jako wino deserowe "Mawrodafni OPAP" (OPAP i OPE to greckie klasyfikacje win najlepszej jakości).

## Turystyka
Na przedmieściach Patras udostępniona jest do zwiedzania wytwórnia Achaia Clauss, w której można zapoznać się z technologią produkcji mawrodafni i oglądać stuletnie dębowe beczki z winem z czasów powstania tej wytwórni, którą uruchomiono w 1854. Według przekazu, pochodzący z Niemiec jej właściciel nadał winu nazwę od imienia ukochanej.